# SCM 홀딩스
SCM 홀딩스는 계열회사를 지배하는 비금융지주회사이다.
| 소재지별 기업 종류 | 한국기업 |

사업종류 : 비금융지주회사
기업유형 : 외부감사법인 , 사업활동
| 취급 품목 | 자회사 관리 및 경영컨설팅 서비스업 |